# San Martín de Montalbán
San Martín de Montalbán é um município da Espanha na província de Toledo, comunidade autónoma de Castilla-La Mancha, de área 135 km² com população de 748 habitantes (2006) e densidade populacional de 5,51 hab/km².

## Demografia
| Variação demográfica do município entre 1991 e 2004 | Variação demográfica do município entre 1991 e 2004 | Variação demográfica do município entre 1991 e 2004 | Variação demográfica do município entre 1991 e 2004 |
| --------------------------------------------------- | --------------------------------------------------- | --------------------------------------------------- | --------------------------------------------------- |
| 1991                                                | 1996                                                | 2001                                                | 2004                                                |
| 784                                                 | 751                                                 | 706                                                 | 733                                                 |